# Safidia aztecella
Safidia aztecella là một loài bướm đêm trong họ Noctuidae.